# Trachycosmus
Trachycosmus is een geslacht van spinnen uit de  familie van de Trochanteriidae.

## Soorten
- Trachycosmus allyn Platnick, 2002
- Trachycosmus cockatoo Platnick, 2002
- Trachycosmus sculptilis Simon, 1893
- Trachycosmus turramurra Platnick, 2002